# Askola froehlichi
Askola froehlichi is een haft uit de familie Leptophlebiidae. De wetenschappelijke naam van de soort is voor het eerst geldig gepubliceerd in 1969 door Peters.
De soort komt voor in het Neotropisch gebied.